# Martin Birch
Martin Birch (født 27. december 1948, død 9. august 2020) var en britisk musikproducer som er kendt for at have produceret albums for bands som Deep Purple, Rainbow, Black Sabbath, Iron Maiden, Whitesnake og Blue Öyster Cult. Han trak sig tilbage efter arbejdet med Iron Maidens Fear of the Dark-album. Sangen "Hard Lovin' Man" fra Deep Purple-albummet In Rock er dedikeret til ham.